# この世はすべてショー・ビジネス
『この世はすべてショー・ビジネス』(Everybody's in Show-Biz)は、1972年にリリースされたザ・キンクスのアルバム。
発表当時はスタジオ録音曲とニューヨーク、カーネギー・ホールでのライヴを合わせたキンクス初の二枚組アルバムであった。ライヴは72年アメリカ・ツアーの映画のサウンドトラックとして録音されたが、映画の企画が没になったためライヴのみが本作で発表された。
スタジオ録音部分はロックバンドのツアー漬けの毎日と、平凡な日常生活の対比を描いた物であり、ハリウッドへのあこがれを描いた「セルロイドの英雄」は彼らの代表曲となった。

## 曲目
特筆無い限りレイ・デイヴィス作詞作曲。
1. 新しい日がやってくる - Here Comes Yet Another Day 3:53
2. マキシマム・コンサンプション - Maximum Consumption 4:04
3. 非現実的現実 - Unreal Reality 3:32
4. ホット・ポテト - Hot Potatoes 3:25
5. ホテルに座って - Sitting in My Hotel 3:20
6. モーターウェイ - Motorway 3:28
7. ユー・ドント・ノウ・マイ・ネーム - You Don't Know My Name 2:34
8. スーパーソニック・ロケット・シップ - Supersonic Rocket Ship 3:29
9. 陽の当たる側をご覧 - Look a Little on the Sunny Side 2:47
10. セルロイドの英雄 - Celluloid Heroes 6:19
11. トップ・オブ・ザ・ポップス - Top of the Pops 4:33
12. ブレインウォッシュド - Brainwashed 2:59
13. ミスター・ワンダフル - Mr. Wonderful (Bock, Davies, Holofcener, Weiss) 0:42
14. パラノイア・ブルース - Acute Schizophrenia Paranoia Blues 4:00
15. ホリデイ - Holiday 3:53
16. マスウェル・ヒルビリー - Muswell Hillbilly 3:10
17. アルコール - Alcohol 5:19
18. バナナ・ボート・ソング - Banana Boat Song (Arkin, Attaway, Burgie, Carey) 1:42
19. 骨と皮 - Skin and Bone 3:54
20. ベイビー・フェイス - Baby Face (Akst, Davis) 1:54
21. ローラ - Lola 1:40

ボーナス・トラック
1. エンド・オブ・ザ・デイ - Till the End of the Day [live] 2:00
2. マリーナ王女の帽子のような - She's Bought a Hat Like Princess Marina [live] 3:04